# Odessa Young
Pour les articles homonymes, voir Young.
Odessa Young, née le 6 mars 1998 à Sydney, est une actrice australienne. Elle est notamment connue pour ses rôles dans Assassination Nation, A Million Little Pieces, The Stand et Shirley.

## Filmographie

### Cinéma
- 2015 : The Daughter : Hedvig
- 2015 : Looking for Grace : Grace
- 2017 : Sweet Virginia (en) : Maggie Russell
- 2018 : Assassination Nation : Lily
- 2018 : Celeste : Rita
- 2018 : A Million Little Pieces : Lilly
- 2018 : Richard Says Goodbye : Olivia
- 2019 : First Person : A Film About Love : Brie
- 2019 : Le Géant : Charlotte
- 2020 : Shirley : Rose Nemser / Paula
- 2020 : The Man in the Woods : Paula Hayward
- 2021 : Mothering Sunday : Jane Fairchild
- 2023 : Manodrome de John Trengove : Sal
- 2024 : The Order de Justin Kurzel : Zillah Craig
- 2024 : The Damned de Thordur Palsson : Eva
- 2025 : Deliver Me from Nowhere de Scott Cooper

### Télévision
- 2009 : My Place : Alexandra Owen
- 2012 : Tricky Business : Emma Christie (13 épisodes)
- 2013–2015 : Wonderland : Lucy Wallace (3 épisodes)
- 2014 : The Moodys : Fran
- 2017 : High Life : Genevieve Barrett (6 épisodes)
- 2020 : Acting for a Cause : Lady Prism
- 2020–2021 : The Stand : Frannie Goldsmith (9 épisodes)
- 2022 : The Staircase : Martha Ratliff (8 épisodes)